# Quách Thánh Thông
Quách Thánh Thông (chữ Hán: 郭聖通; 1 - 52), còn gọi Quang Vũ Quách hoàng hậu (光武郭皇后) hay Phế hậu Quách thị (废后郭氏), kế thất nhưng là Hoàng hậu đầu tiên của Hán Quang Vũ Đế Lưu Tú.  
Trong lịch sử Trung Quốc, Lưu Tú là vị Hoàng đế đầu tiên của nhà Đông Hán, do vậy Quách Thánh Thông cũng là Hoàng hậu đầu tiên của thời kỳ này. Tuy là Hoàng hậu đầu tiên nhưng bà kết hôn với Quang Vũ Đế sau khi ông đã cưới Âm Lệ Hoa. Quang Vũ Đế đăng cơ, Quách thị và Âm thị đều được phong Quý nhân vì Quang Vũ Đế chưa quyết định được ai làm Hoàng hậu qua sự việc nhặp nhằng này. Trước tình thế khi ấy cộng thêm sự tiến cử của chính Âm quý nhân, Quang Vũ Đế đã lập Quách thị làm Hoàng hậu.  
Về sau Quách Thánh Thông thất sủng và bị phế, Âm Lệ Hoa trở thành Kế hậu một cách đầy tranh cãi. Tuy bị phế, Quang Vũ Đế vẫn tôn trọng Quách hậu và cố gắng bù đắp bằng cách phong bà làm Phiên quốc Thái hậu, tiếp tục hậu đãi cả gia tộc kể cả khi Quách hậu qua đời. Đây được xem là sự thiện đãi hiếm hoi dành cho một Phế hậu trong lịch sử nhà Hán lẫn toàn bộ Trung Quốc.

## Cuộc đời

### Xuất thân
Quách Thánh Thông không rõ năm sinh, sử sách ghi bà xuất thân hiển hách tại Cảo huyện, Chân Định (真定; nay là Cảo Thành thuộc thành phố Thạch Gia Trang, tỉnh Hà Bắc). Gia tộc của họ nội bà là hậu duệ của nước Quách thời cổ đại, nhiều đời là địa chủ.  
Cha bà là Quách Xương (郭昌), là địa chủ lớn tại Chân Định, đã từng đem mấy trăm vạn điền trạch tài sản nhường cho dị mẫu đệ đệ, bởi vậy đã được người trong quận tán dương đức độ. Mẹ bà là Lưu thị, Chân Định vương tộc xuất thân, con gái của Chân Định Cung vương Lưu Phổ (劉普), hậu duệ hoàng gia Tây Hán, xem như là một hậu duệ thế hệ thứ sáu của Hán Cảnh Đế Lưu Khải. Khi Lưu phu nhân kết hôn với Quách Xương, bà được gọi là Quách chủ (郭主), sinh ra Quách Thánh Thông cùng con trai Quách Huống (郭況). Quách Xương qua đời sớm, Quách Chủ nuôi dạy 2 con, dù là hậu duệ hoàng thất song bà vẫn giữ gìn tiết kiệm, được gọi là "Có mẫu nghi chi đức". 
Sau cái chết của Lưu Phổ năm 7 TCN, người cậu của Quách Thánh Thông, cũng là anh cả của Quách chủ là Lưu Dương (劉楊) thừa hưởng tước Chân Định vương. Khi Vương Mãng cướp ngôi nhà Hán, ông bị giáng chức tước, và năm sau, giáng chức thành một người bình thường.
Vào khoảng năm 23, nhà Tân của Vương Mãng đổ nát, Lưu Dương tăng cường nổi loạn. Hán Canh Thủy Đế Lưu Huyền lập nên triều đình của riêng mình tại Lạc Dương. Gia tộc họ Lưu có danh tiếng, quyền lực cha truyền con nối tại Chân Định, nhiều người quy phục theo Lưu Dương, và sau đó ông đã giành lại tước hiệu Chân Định vương. Lưu Dương trấn giữ Chân Định, có 10 vạn quân và ảnh hưởng rất lớn đối với cục diện Hà Bắc.

### Kết hôn với Lưu Tú
Lưu Tú là dòng dõi xa của nhà Hán và từng tham gia Khởi nghĩa Lục Lâm chống lại chính quyền Vương Mãng. Sau đó, Lưu Tú đã ly khai khỏi chính quyền mới của Lục Lâm và tiếp tục khởi nghĩa chống Vương Mãng, tiêu diệt các thế lực cát cứ khắp nơi.
Năm Canh Thủy thứ 2 (24), để củng cố lực lượng quân đội trong chiến dịch tiêu diệt Vương Lang, nhờ sự thuyết phục của Lưu Thực, một người cùng khởi nghĩa chống Vương Mãng cùng với Lưu Tú, Chân Định vương Lưu Dương đồng ý gả người cháu gái là Quách Thánh Thông cho Lưu Tú để liên quân. Sử sách gọi việc này là "Lưu Tú lấy vợ mượn quân". Khi đó, Lưu Tú đã kết hôn với người vợ đầu là Âm Lệ Hoa, cả 2 người quen biết từ thuở thiếu thời và cùng sinh trưởng tại quận Nam Dương (gần tương ứng với Nam Dương, Hà Nam ngày nay) nên tình cảm rất đỗi sâu đậm.
Năm Canh Thủy thứ 3 (25), Lưu Tú thống nhất toàn thiên hạ với danh nghĩa kế tục nhà Hán. Ông đăng cơ là Hoàng đế, tức Hán Quang Vũ Đế, đổi niên hiệu là Kiến Vũ, lập ra triều đại nhà Đông Hán kéo dài gần 200 năm. Quách Thánh Thông cùng nguyên phối Âm lệ Hoa của Quang Vũ Đế cùng được phong cấp Quý nhân, nhưng Lưu Tú vẫn cố ý phong cho Âm Thức, huynh trưởng của Âm Lệ Hoa làm Âm Hương hầu (陰鄉侯), nhằm để địa vị họ Âm cao hơn họ Quách. Cùng năm đó, Quách Thánh Thông sinh con trai đầu lòng là Lưu Cương.

## Nhập cung Hán

### Sách lập Hoàng hậu
Năm Kiến Vũ thứ 2 (26), Quang Vũ Đế chuẩn bị sách phong Hoàng hậu. Âm Lệ Hoa là nguyên phối thê tử, được Quang Vũ Đế sủng ái hơn cả, bản thân Quang Vũ Đế tán dương Âm thị là "Nhã tính khoan nhân, có đức độ mẫu nghi", xứng với Hậu vị, nhưng bản thân Âm thị khi đó chưa hạ sinh Hoàng tử nên đã khước từ vị trí Hoàng hậu và ủng lập Quách quý nhân. Trước thái độ khiêm nhường của Âm Lệ Hoa, Quang Vũ Đế đã lập Quách Thánh Thông làm Hoàng hậu, và lập con trai Lưu Cương của bà làm Hoàng thái tử. 
Cũng trong năm này, Chân Định vương Lưu Dương dường như bất bình trước sự trì hoãn lập Hậu của Quang Vũ Đế, quyết định nổi loạn, sau đó bị giết. Theo lẽ thường, Quách hoàng hậu và gia tộc họ Quách sẽ bị liên lụy, thế nhưng khi này nhà Đông Hán chưa ổn định, Quang Vũ Đế không thể tùy tiện ra quyết định tận diệt nên vẫn hết sức thiện đãi Quách hậu.
Quáng hoàng hậu đã hạ sinh 5 con trai gồm: Hoàng trưởng tử Thái tử Lưu Cương, Hoàng nhị tử Lưu Phụ, Hoàng ngũ tử Lưu Khang, Hoàng thất tử Lưu Diên và Hoàng thập tử Lưu Yên, một con số khá lớn so với các Hoàng hậu nhà Hán. Mặc dù sinh nhiều con nhưng năm tháng trôi qua Quang Vũ Đế vẫn mặn nồng với người vợ đầu Âm quý nhân và lạnh nhạt với Quách hoàng hậu. Khoảng từ năm Kiến Vũ thứ 9 (33), Quách hoàng hậu được ghi nhận hoàn toàn thất sủng. Có vị Thượng thư lệnh là Thân Đồ Cương (申屠刚) nhiều lần dâng sớ xin Quang Vũ Đế để Hoàng thái tử Lưu Cương đến Đông Cung tiếp thu trách nhiệm cùng sự dạy bảo, thì liền bị Quang Vũ Đế trách cứ, biếm truất đi chức vị.
Năm Kiến Vũ thứ 9 (33), Đặng phu nhân và Âm Hân bị đạo phỉ sát hại. Quang Vũ Đế đã rất thương tiếc họ, phong tước hầu cho Âm Tựu và cũng cố phong tước hầu cho Âm Hưng, song Âm Hưng đã khiêm tốn từ chối và còn bảo Âm quý nhân phải luôn khiêm tốn và không tìm kiếm danh vọng cho người thân của bà. Để an ủi Âm Lệ Hoa, Quang Vũ Đế nói Đại tư không hạ chiếu thư rằng:
| “                                         | 吾微賤之時，娶於陰氏，因將兵征伐，遂各別離。幸得安全，俱脫虎口。以貴人有母儀之美，宜立為后，而固辭弗敢當，列於媵妾。朕嘉其義讓，許封諸弟。未及爵土，而遭患逢禍，母子同命，愍傷於懷。《小雅》曰：「將恐將懼，惟予與汝。將安將樂。汝轉弃予。」風人之戒，可不慎乎？其追爵謚貴人父陸為宣恩哀侯，弟訢為宣義恭侯，以弟就嗣哀侯後。及尸柩在堂，使太中大夫拜授印綬，如在國列侯禮。魂而有靈，嘉其寵榮！ . Khi ta còn nghèo hèn, cưới được Âm thị, nhân vì phải lệnh điều binh tướng chinh phạt, cùng với nàng ta cách biệt đã lâu. Trải qua bao thăng trầm, cũng đã về bên cạnh ta. Quý nhân có đức độ mẫu nghi, ta từng muốn lập làm Hoàng hậu, nhưng nàng cương quyết chối từ, chịu thiệt thòi ngự ở hàng dắng thiếp. Ta từng hứa với nàng ấy, thiện đãi các em trai, chưa kịp đến lúc thì lại gặp tai họa, mẹ và em trai đều bị giết thảm, bi thương lắm! Sách 《Tiểu nhã》 nói: 「Tương khủng tương cụ, duy dư dữ nhữ. Tương an tương nhạc. Nhữ chuyển khí dư.」, nay truy tặng cha Quý nhân là Âm Lục làm Tuyên Ân Ai hầu, em trai Âm Hân làm Tuyên Nghĩa Cung hầu, lấy em Âm Tựu thừa tự tước vị Ai hầu. Lệnh đưa thi thể tại linh đường, mệnh Trung đại phu bái thụ Ấn tín và Dây triện, án theo lễ Quốc Liệt hầu. Nếu vong hồn có linh thiêng, hãy nhận lấy vinh sủng to lớn! | ” |
| — Hậu Hán thư - "Quang Liệt Âm hoàng hậu" | |   |

Âm quý nhân là phi tần, gia quyến bị giết, Hoàng đế viết chiếu thư an ủi cũng xem như hợp tình hợp lý. Thế nhưng trong chiếu thư lại trực tiếp nói Âm Lệ Hoa có khí độ Mẫu nghi, việc Quách Thánh Thông được lập được khẳng định do "Âm thị cố ý nhường lại", điều này không chỉ thể hiện tâm niệm luôn muốn lập Âm Lệ Hoa làm Hậu của Quang Vũ Đế, mà còn là cú bạt tai giáng thẳng vào ngôi vị Hoàng hậu của Quách Thánh Thông. Văn học gia Hồng Mại (洪迈) thời Nam Tống ghi lại chuyện này trong "Dung trai tùy bút", đã đánh giá rằng từ khi Hán Quang Vũ Đế hạ đạo sắc chỉ này, Quách hậu đã vĩnh viễn không còn yên ổn trên Hậu vị được nữa.
Vào năm Kiến Vũ thứ 13 (37), đất Thục được bình định, Quang Vũ Đế đại phong công thần ngoại thích, nhưng trong đó không có ngoại thích họ Quách của Hoàng hậu. Em trai Quách hậu là Quách Huống mãi đến năm Kiến Vũ thứ 14 (38) mới thăng nhậm "Thành môn Giáo úy" (城门校尉). Năm Kiến Vũ thứ 15, ngoại thích họ Âm cùng họ Phàn (thân tộc của mẹ Quang Vũ Đế là Phàn Nhàn Đô) được sắc chỉ ân phong, lại tiếp tục gạt họ Quách ra một bên. Quang Vũ Đế phong con trưởng của Âm quý nhân là Lưu Dương làm Đông Hải công (东海公), nước Đông Hải gồm 23 huyện, là chư hầu quốc lớn nhất trong số các phiên quốc của chúng hoàng tử. Trước sự kiện Hoàng hậu thất sủng, dòng họ Quách thị cũng bị gạt sang một bên một cách trắng trợn, luôn bị xếp sau ngoại thích họ Âm, khiến cho Hoàng hậu vô cùng bất mãn.

### Phế làm Vương thái hậu
Năm Kiến Vũ thứ 17 (41), Quang Vũ Đế Lưu Tú lấy lý do: 「Hoài thế oán đỗi, sổ vi giáo lệnh, bất năng phủ tuần tha tử, huấn trường dị thất; 懷勢怨懟，數違教令，不能撫循他子，訓長異室」, ra chỉ phế truất Quách hậu và lập Âm quý nhân làm Hoàng hậu thay thế.
Tuy bị phế nhưng Quách Thánh Thông may mắn không chịu cảnh bị giam cầm tại lãnh cung như các Phế hoàng hậu trong lịch sử. Có lẽ Quang Vũ Đế còn niệm tình phu thê và cảm thấy áy náy đối với Quách hậu nên luôn cố gắng thiện đãi bà, cũng như không ngừng trọng dụng gia tộc Quách thị. Hoàng đế phong con trai Lưu Phụ của Quách Thánh Thông làm Trung Sơn vương (中山王), đặc biệt tấn phong cho Quách thị làm Trung Sơn Vương thái hậu (中山王太后), một tước hiệu trước nay chưa từng dùng cho phi tần của Hoàng đế đang còn sống, và về sau cũng không được áp dụng trong trường hợp tương tự. 
Cùng năm đó, Quách Huống, em trai của Quách hậu được phong làm Dương An hầu (阳安侯), ân phong thực ấp và nhiều của cải đến mức sự giàu có được xem là mỏ vàng của người dân Lạc Dương. Các anh em trong họ Quách như Quách Cách (郭竟) được phong Tân Thê hầu (新郪侯), rồi đến Đông Hải tướng (东海相). Một người em khác của Quách Thánh Thông là Quách Khuông (郭匡) cũng được phong Phát Càn hầu (发干侯), rồi đến Thái trung đại phu (太中大夫). Thúc phụ của Quách hậu là Quách Lương (郭梁) không con mất sớm nên lấy một người trong tộc thông gia là Trần Mậu (陈茂) làm con thừa tự, cũng đặc cách phong Hầu.
Không nỡ lòng nào phế truất cả mẹ lẫn con, Quang Vũ Đế ban đầu vẫn để Lưu Cương làm Hoàng thái tử. Tuy nhiên, Thái tử Lưu Cương nhận thấy địa vị của mình không vững, vì mẹ ông đã bị phế truất, từ vị trí "Đích trưởng tử" bây giờ thành "Thứ trưởng tử", danh không chính ngôn không thuận, nên đã nghe thầy học Chất Uẩn (郅恽) khuyên can, nhiều lần chủ động xin Quang Vũ Đế cho từ bỏ ngôi vị. Đến năm Kiến Vũ thứ 19 (43), mùa xuân, Đông Hải vương Lưu Dương bình định Thiền vu Đan Thần (单臣), công lao hiển hách. Tháng 6 cùng năm, Quang Vũ Đế chấp thuận lời thỉnh cầu của Lưu Cương, phong Lưu Dương làm Thái tử thay thế, đổi tên húy của Lưu Duơng thành Lưu Trang (劉莊).

## Cuối đời
Năm Kiến Vũ thứ 20 (44), con trai Phế hậu Quách thị là Trung Sơn vương Lưu Phụ chuyển phong ấp của mình thành Phái quốc, do đó tước vị đổi sang Phái vương (沛王), tức chủ nước Phái (nay là một huyện thuộc địa cấp thị Từ Châu, tỉnh Giang Tô). Trung Sơn Vương thái hậu cải xưng làm Phái Thái hậu (沛太后), và chuyển sang sinh sống tại Phái quốc cùng con mình.
Năm Kiến Vũ thứ 26 (50), mẹ của Quách Thánh Thông là Quách chủ Lưu thị qua đời, được táng tại Lạc Dương. Quang Vũ Đế đã đích thân an táng cho Quách chủ một cách trọng thể, dẫn các quan lại cùng đến đưa tiễn. Ông còn truy phong cho cha Quách hậu là Quách Xương tước Dương An Tư hầu (阳安思侯), cải táng một cách danh dự từ phần mộ cũ ở Chân Định đến hợp táng cùng Quách chủ ở Lạc Dương.
Năm Kiến Vũ thứ 28 (52), tháng 6, ngày Đinh Mão, Phái Thái hậu Quách Thánh Thông qua đời, được an táng với danh dự hoàng tộc nhưng không phải với địa vị Hoàng hậu. Bà được táng ở vùng phía Bắc Mang Sơn (邙山), là hướng Bắc so với Nguyên lăng (原陵) - lăng tẩm chôn cất Hán Quang Vũ Đế cùng Quang Liệt Âm hoàng hậu. Sau khi Quách hậu qua đời, nhà họ Quách vẫn như cũ được biệt đãi. Dưới thời Hán Minh Đế, lúc đó nhà họ Âm, họ Phàn, họ Quách cùng Mã thị được xưng là Tứ tính Tiểu hầu (四姓小侯).

## Hậu duệ
Phế hậu Phái vương Thái hậu Quách Thánh Thông có với Hán Quang Vũ Đế Lưu Tú tổng cộng 5 hoàng tử. Bao gồm:
1. Lưu Cương [劉疆], Hoàng trưởng tử của Hán Quang Vũ Đế. Được lập Thái tử năm Kiến Vũ thứ 2 (26), phế năm thứ 19 (43), sau làm Đông Hải vương (东海王), mất năm Vĩnh Bình nguyên niên (58) thời em trai Hán Minh Đế. Thụy là Đông Hải Cung vương (东海恭王).
2. Lưu Phụ [劉輔], hoàng tử thứ 2 của Hán Quang Vũ Đế, thụy Phái Hiến vương (沛献王). Ban đầu được phong Trung Sơn vương (中山王, năm 41), sau đổi thành Phái vương (沛王, năm 43), mất năm Nguyên Hòa nguyên niên (84) thời Hán Chương Đế, thụy là Hiến (献).
3. Lưu Khang [劉康], hoàng tử thứ 5 của Hán Quang Vũ Đế, thụy Tế Nam An vương (济南安王). Mất năm Vĩnh Nguyên thứ 9 (97) thời Hán Hòa Đế.
4. Lưu Diên [劉延], hoàng tử thứ 7 của Hán Quang Vũ Đế, thụy Phụ Lăng Chất vương (阜陵质王). Mất năm Vĩnh Nguyên nguyên niên (89) thời Hán Hòa Đế.
5. Lưu Yên [劉焉], hoàng tử thứ 10 của Hán Quang Vũ Đế, thụy Trung Sơn Giản vương (中山简王). Mất năm Vĩnh Nguyên thứ 2 (90) thời Hán Hòa Đế.